# Plateros arizonensis
Plateros arizonensis är en skalbaggsart som beskrevs av Green 1953. Plateros arizonensis ingår i släktet Plateros och familjen rödvingebaggar. Inga underarter finns listade i Catalogue of Life.